# Henri Lehtonen
Henri Lehtonen (Turku, 28 de julho de 1980) é um futebolista finlandês.